# Kirkwood (Missouri)
Kirkwood ist eine kleine Gemeinde im St. Louis County, US-Bundesstaat Missouri. Nach der Volkszählung aus dem Jahr 2020 hatte die Stadt 29.461 Einwohner auf 24,0 km². 

## Geschichte
Kirkwood wurde 1853 als erste planmäßige Vorstadt westlich des Mississippi gegründet und nach James Pugh Kirkwood benannt, der die Stadt an die Pacific Railroad anschloss. Der heutige Bahnhof wurde 1893 erbaut.

## Verkehr
Die Station liegt an der Jefferson City Subdivision der Pacific Railroad und wird heute von Amtrak bedient. Nahe der Stadt befinden sich die Barretts Tunnels entlang dieser Strecke. Kirkwood wird von den Interstate Highways 44 und 270 berührt.

## In den Medien

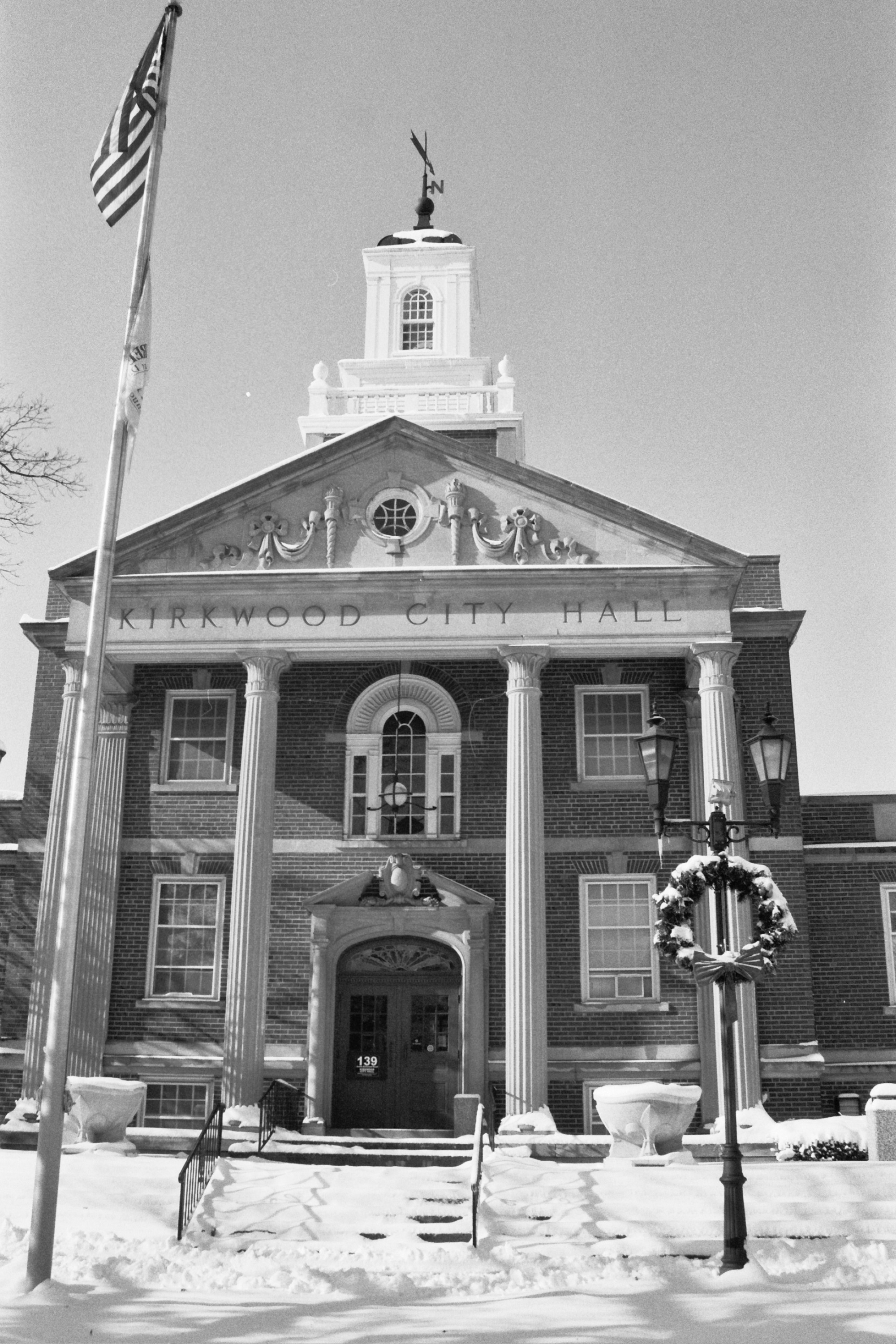
Rathaus in Kirkwood

Medienaufmerksamkeit erlangte die Stadt, als am 7. Februar 2008 Charles Lee „Cookie“ Thornton gegen 19:00 Uhr Ortszeit mit den Worten „Shoot the mayor“ (deutsch: „Erschießt den Bürgermeister“) in die Stadtratssitzung im Rathaus stürmte und fünf Menschen tötete und zwei weitere verletzte. Er wurde im Anschluss von der Polizei erschossen. Unter den Opfern befanden sich drei Stadtratsmitglieder und zwei Polizisten.
Thornton war schon in früheren öffentlichen Stadtratssitzungen unangenehm aufgefallen und des Saales verwiesen worden. Am 28. Januar 2008 hatte U.S. District Richterin Catherine Perry eine Klage Thorntons abgewiesen, der sich in seinem Recht der freien Meinungsäußerung verletzt gefühlt hatte, nachdem er schon 2006 zweimal verhaftet worden war, als er die Sitzung des Stadtrats mit persönlichen Beleidigungen gegen dessen Mitglieder gestört hatte.

## Sehenswürdigkeiten
- Haus von Russel und Ruth Kraus (1951), entworfen von Frank Lloyd Wright, Ebsworth Park Foundation

## Persönlichkeiten
- Josephine Johnson (1910–1990), Schriftstellerin